# Georges Andriamanantena
Pour les articles homonymes, voir Andriamanantena.
Dans le nom malgache Andriamanantena Georges, le nom de famille précède le prénom, mais cet article utilise l’ordre habituel en français Georges Andriamanantena, où le prénom précède le nom.
Œuvres principales
- Dinitra (1973)
- Ando (1977)
- Zo (1989)
- Sedra (1993)

Georges Andriamanantena, plus connu sous son nom de poète Rado, était un journaliste, écrivain et poète malgache né le 1er octobre 1923 à Antananarivo et décédé le 15 septembre 2008.

## Biographie
Dernier né d'une famille de 5 enfants, il fait son entrée en 1929 à l'école officielle de Faravohitra à Antananarivo jusqu'en 1933 année de la mort de sa mère où il intègre l'école d'Ambohijatovo Atsimo (1933-1941) pour rejoindre ensuite le collège Paul Minault en 1942.
Il entre dans la vie active en 1943 comme agent de comptable dans une société d'assurances à Antananarivo puis rejoint son frère à la rédaction du journal "Hehy" (rires). En 1960, il fait des études de journalisme à Strasbourg puis exerce le métier de journaliste jusqu'en 1978 où il commence à se consacrer à la littérature. Il est devenu membre de l'Académie malgache en 1988.
Georges Andriamanantena était un écrivain essentiellement d'expression malgache et un défenseur de la culture. Rado a sorti dix ouvrages contenant ses poèmes qui sont au programme des classes du second cycle de l'enseignement secondaire malgache. Parmi ces œuvres les plus célèbres, on peut citer Dinitra (sueur), Zo (droit), Sedra (épreuve) ou encore Voninkazo Adaladala.

## Œuvres
- Dinitra (1973)
- Ando (1977)
- Zo (1989)
- Sedra (1993)
- Ny teny malagasy (1994)
- Tsy maintsy mipoaka (2002)
- Voninkazo adaladala (2003)
- Fiteny roa - En deux langues (2005)